# Martha Hunt
Martha Seifert Hunt (Wilson, Carolina del Norte; 27 de abril de 1989) es una modelo estadounidense que ha participado en los desfiles de Victoria's Secret desde 2013. Hunt es ángel de Victoria's Secret desde 2015; ese año cerró el desfile usando el traje Swarovski confeccionado con 90 000 cristales de la misma marca.
Ha trabajado para diversas marcas, entre ellas figuran Pinko, Hugo Boss, Revlon, Swarovski, Ramy Brook, Jessica Simpson, Michael Kors, Pandora Jewerly, etc. También protagonizó portadas de revistas como Vogue, Harper's Bazaar, Elle, Maxim, GQ y Marie Claire.

## Primeros años
Martha Hunt fue descubierta por un fotógrafo en Charlotte, Carolina del Norte; sería él quien la presentaría a varias agencias de moda en la ciudad de Nueva York, luego se mudó allí y firmó con la agencia IMG Models.
Su primer trabajo en la pasarela fue en 2007, en la semana de la moda en París, donde desfiló para Issey Miyake y Jefen. En 2009 aparece en la portada de Vogue China y Harper's Bazaar US, GQ Style Reino Unido, Revue des Modes, V, Glamour Alemania y Muse. Algunos otros trabajos notables han sido para Tracy Reese, J. Mendel, Wayne, y Rebecca Taylor.

## Carrera

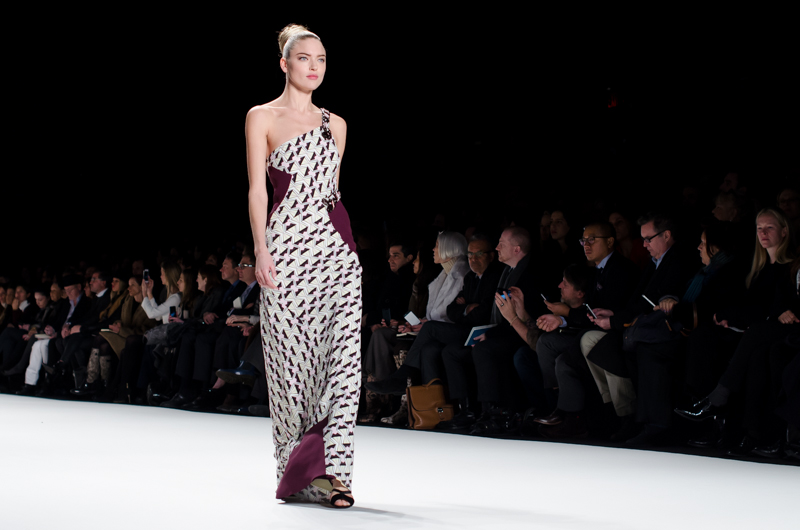
Martha Hunt camina por la pasarela en el show de Carolina Herrera Otoño/Invierno 2014.

Hunt ha participado en más de 200 desfiles de moda entre los cuales están Balmain, Carolina Herrera, Castelbajac, Chanel, Christopher Kane, Diane von Fürstenberg, Dolce & Gabbana, Giorgio Armani, Givenchy, Issey Miyake, Louis Vuitton, Marquesa, Oscar de la Renta , Prada, Rag y Bone, Ralph Lauren, Stella McCartney y Versace.
En 2018 entró a formar parte del selecto grupo de modelos consideradas como las más hermosas del mundo por la revista Maxim.

### Victoria's Secret
Hunt apareció por primera vez en el Victoria's Secret Fashion Show del año 2013, durante ese año y el siguiente aparecería en comerciales y de más campañas publicitarias de la marca. En 2015 se convierte en ángel oficial de la marca y posteriormente ese mismo año sería la encargada de cerrar el desfile luciendo un traje adornado con cristales de Swarovski.

## Vida personal
Hunt practica meditación trascendental. Hunt tiene un diagnóstico de escoliosis. Hablando de sus cicatrices quirúrgicas, ella dice:

Las cicatrices son únicas hermosas, y dicen una historia triunfante sobre usted. Tengo una larga en mi espalda, y una en mi abdomen inferior derecho

En enero de 2020 se comprometió con el fotógrafo Jason McDonald.
El 18 de junio de 2021, Hunt y McDonald anunciaron en sus cuentas de Instagram que estaban esperando su primer hijo. Su hija Emery nació el 6 de noviembre de 2021.

## Filmografía

### Películas
| Año  | Título         | Rol        | Director    |
| ---- | -------------- | ---------- | ----------- |
| 2020 | Miss Americana | Ella misma | Lana Wilson |

### Televisión
| Año  | Título                | Rol        | Notas                               |
| ---- | --------------------- | ---------- | ----------------------------------- |
| 2014 | 2 Broke Girls         | Ella misma | Episodio: "And the Model Apartment" |
| 2019 | Celebrity Family Feud | Ella misma | Episodio: Temporada 5, Episodio 03  |

### Vídeos musicales
| Año  | Título                                        | Artista          | Rol        | Ref.   |
| ---- | --------------------------------------------- | ---------------- | ---------- | ------ |
| 2015 | "Bad Blood"                                   | Taylor Swift     | Homeslice  | [ 15 ] |
| 2015 | "Hands to Myself" (Victoria's Secret version) | Selena Gomez     | Ella misma | [ 16 ] |
| 2017 | "Paris"                                       | The Chainsmokers | Ella misma | [ 17 ] |